# Сан Мартино Алфиери
Сан Мартѝно Алфиѐри (на италиански: San Martino Alfieri; на пиемонтски: San Martin d'Ast, Сан Мартин дАст) е село и община в Северна Италия, провинция Асти, регион Пиемонт. Разположено е на 257 m надморска височина. Населението на общината е 712 души (към 2010 г.).